# 永安溼地
永安濕地位於高雄市永安區內，原名為烏樹林鹽場，緊鄰茄萣濕地，百年前人們長期以曬鹽及賣鹽為生，為南台灣重要的曬鹽場。始於台灣日治時期之初，為增加鹽產量，鼓勵民間投資開設鹽場。1908年張作舟等人申請許可在此開闢鹽田百甲，利用新打港（今興達港）內海海水曬鹽，後由陳中和接掌，組織烏樹林製鹽株式會社。濕地內所遺留的烏樹林製鹽株式會社辦公室為仿巴洛克式建築風格，正立面山牆中有渦捲紋及草葉紋組成的徽章飾，即為陳中和所興建。
永安鹽田自從1985年停曬並移轉產權至台灣電力公司（以下簡稱台電）後，台電原計畫闢建灰塘以貯存興達發電廠的飛灰，但因鹽民補償問題未決而無法使用，同時煤灰可回收做其他利用，台電並未將飛灰填至本區塊土地內，從而使這一原屬低漥感潮帶之荒廢鹽田，孕育了豐富的紅樹林與水鳥生態，逐漸成為候鳥棲地，累記歷年統計共有168種鳥類，1999年更被國際鳥盟（Birdlife）評選為重要野鳥棲息地（IBA）。
2011年高雄縣市合併後，陳菊市長相當重視生態保育及景觀建設，深感永安濕地這塊瑰寶應妥為規劃，乃商請台電提供土地，並於2011年度由市府工務局養工處編列之預算辦理先期規劃與2,667.7萬元工程費之工程細部設計，以低度開發輔以減量設計手法，並進行物種、環境監測及復育，兼顧生態教育及觀光遊憩功能，使該濕地不僅得以保存，更兼具教育意涵，讓市民能夠親自體驗濕地自然環境之美，遊憩觀光發展與珍惜資源、環境保護互利互存之需求。